# Achiel Buysse
Pour les articles homonymes, voir Buysse.
Achiel Buysse, né le 20 décembre 1918 à Lochristi et mort le 23 juillet 1984 à Wetteren, est un coureur cycliste belge. Il fut professionnel de 1938 à 1950. Il est le beau-père de Michel Vaarten et le grand-père de Pascal Elaut et de Luc Colijn également coureur cycliste.
Il est le codétenteur du record de victoires dans le Tour des Flandres avec trois succès en 1940, 1941 et 1943.

## Palmarès
- 1936
  - 2e du Tour des Flandres amateurs
- 1937
  - 3e du Tour des Flandres amateurs
- 1938
  - Circuit des régions flamandes des indépendants
  - 2eb étape du Circuit de l'Ouest
  - 3e du Grand Prix de l'Escaut
- 1939
  - Grand Prix de l'Escaut
  - 2e du Circuit des régions flamandes
  - 4e de Paris-Tours
- 1940
  - Tour des Flandres
  - Grand Prix de la ville de Vilvorde
  - 3e du Circuit des régions flamandes
- 1941
  - Tour des Flandres
  - 2e du Tour du Limbourg
  - 3e du Grand Prix du 1er mai
- 1942
  - À travers Paris
  - 2e du Grand Prix du 1er mai
  - 2e du Tour du Limbourg
- 1943
  - Tour des Flandres
  - 2e de Paris-Tours
  - 2e du Tour du Limbourg
  - 4e de Paris-Roubaix
- 1946
  - 2e du Circuit de Flandre centrale
  - 3e du Circuit des Ardennes flamandes - Ichtegem
- 1947
  - Bruxelles-Ostende
  - Circuit des régions flamandes
  - 2e du Circuit de Flandre orientale
  - 3e du Circuit Het Volk
  - 3e de Tielt-Anvers-Tielt
- 1948
  -  Champion de Belgique sur route
  - Kuurne-Bruxelles-Kuurne
  - Grand Prix de l'Escaut
  - Circuit de Flandre centrale
  - 2e de l'Escaut-Dendre-Lys
  - 2e du Grand Prix Beeckman-De Caluwé
  - 7e de la Flèche wallonne
- 1949
  - 2e de Liège-Middelkerke
- 1950
  - 9e de Paris-Roubaix
  - 9e de Liège-Bastogne-Liège